# Aloe karasbergensis
Aloe karasbergensis é uma espécie de liliopsida do gênero Aloe, pertencente à família Asphodelaceae.